# Setge de Mostar
El Setge de Mostar és una batalla de la Guerra de Bòsnia que es va desenvolupar entre 1992 i 1993 a la localitat de bosnia de Mostar. Va iniciar-se com un conflicte entre l'Exèrcit Popular Iugoslau i l'Exèrcit de la República de Bòsnia i Hercegovina quan aquesta va declarar la seva independència de Iugoslàvia, però va evolucionar quan els bosnians croats i els bosníacs començaren a combatre entre ells en el que es coneix com la Guerra croata-bòsnia. El setge va acabar amb l'ofensiva Neretva '93 i la victòria croata. El conflicte és particularment rellevant per la destrucció del Pont de Stari Most, d'origen medieval el novembre de 1993.